# Кіберпонеділок
Кіберпонеділок (англ. Cyber Monday ) — понеділок, що настає після Чорної п'ятниці, яка дає старт сезону розпродажів у Сполучених Штатах, між Днем подяки і Різдвом. Якщо Чорна п'ятниця асоціюється з традиційним піком продажів у роздрібній торгівлі у звичайних магазинах, то «кіберпонеділок» позначає напружений день в Інтернет-сегменті роздрібної торгівлі, в онлайн магазинах, які пропонують товари за зниженими цінами. Передбачається, що понеділок — це день, коли більшість службовців США повертаються до роботи, що надає їм достатньо часу робити покупки в мережі зі своїх службових комп'ютерів.

## Виникнення терміна
Термін «кіберпонеділок» винайшов Shop.org, відділення Національної федерації роздрібної торгівлі США і до періоду канікул 2005 року даний вираз не вживався в середовищі користувачів Інтернет. Згідно Скотту Сільверману, виконавчому директору організації, термін був створений на основі даних маркетингових досліджень. Вони показали, що 77 % онлайнових роздрібних торговців повідомили про значне зростання продажів в понеділок після Дня подяки в 2004 році. «Кіберпонеділок» часто асоціюється з необґрунтованою думкою про те, що він є днем найбільш активних покупок в Інтернет, коли покупці в США продовжують покупки, перебуваючи на роботі. Статистика інтернет-магазинів США показує, що найбільш жваві торговельні дні року, зазвичай випадають на період з 5 по 15 грудня. У 2005 році, коли був придуманий сам термін, за даними зібраної MasterCard світової статистики найбільшу кількість вебтранзакцій випало на 5 грудня, тобто через тиждень після Дня подяки, а за даними Shop.org пік продажів інтернет-магазинів в дійсності випав 12 грудня, тобто через два тижні після «кіберпонеділка». Водночас, за даними Національної федерації роздрібної торгівлі США, в 2006 році «кіберпонеділок» був на 26 % більш результативним, ніж у 2005, і приніс онлайновій торгівлі $485 млн доходу, ставши рекордним в історії інтернет-торгівлі. Деякі критики в Інтернеті та в засобах масової інформації закликали не вживати термін, назвавши його «марним слівцем з жаргону ЗМІ».